# Крюково (сельское поселение Семизерье)
Крю́ково — деревня в Кадуйском районе Вологодской области.
Входит в состав сельского поселения Семизерье (до 2015 года входила в Барановское сельское поселение), с точки зрения административно-территориального деления — в Барановский сельсовет.
Расположена на левом берегу реки Суда. Расстояние по автодороге до районного центра Кадуя — 76 км, до центра сельсовета деревни Барановская — 4 км. Ближайшие населённые пункты — Аксентьевская, Преображенская, Рыканец.
По переписи 2002 года население — 1 человек.